# Agnia fasciata
Agnia fasciata es una especie de escarabajo longicornio del género Agnia, subfamilia Lamiinae. Fue descrita científicamente por Pascoe en 1859.
Se distribuye por Indonesia. Mide 16-24,75 milímetros de longitud.